# (17222) Perlmutter
(17222) Perlmutter est un astéroïde de la ceinture principale.

## Description
(17222) Perlmutter est un astéroïde de la ceinture principale. Il fut découvert le 2 février 2000 à Socorro (Nouveau-Mexique) par le projet LINEAR. Il présente une orbite caractérisée par un demi-grand axe de 2,55 UA, une excentricité de 0,20 et une inclinaison de 4,0° par rapport à l'écliptique.

## Compléments